# No Time for Tears (песня Nathan Dawe и Little Mix)
«No Time for Tears» (с англ. — «Не время для слёз») ― сингл британского диджея и продюсера Нейтана Доу при участии группы Little Mix. Он был выпущен 25 ноября 2020 года лейблами RCA Records и Warner Music. Песня достигла 19-го места в UK Singles Chart и 15-е в Ирландии и на Мальте. Она также вошла в чарты Македонии и Чехии. Позже песня была включена в расширенное издание шестого студийного альбома Little Mix Confetti.

## История
Песня была анонсирована 23 ноября 2020 года в социальных сетях Доу и Little Mix. Текст написали Джейд Фёруолл, Нейтан Доу, Тре Жан-Мари и MNEK.

## Видеоклип
Музыкальное видео было анонсировано 13 января и выпущено 15 января.

## Продвижение
Лирическое видео на эту песню было выпущено 28 ноября 2020 года на YouTube. Физические копии песни были доступны для предварительного заказа 17 декабря 2020 года на официальном сайте Нейтана Доу и были выпущены 22 января 2021 года. Ремикс песни был выпущен 31 декабря 2020 года. На следующий день, 1 января 2021 года, была выпущена акустическая версия песни. 22 января был выпущен ремикс на песню от Марка Найта. 5 февраля был выпущен VIP-ремикс.

## Трек-лист
| №                   | Название                                | Длительность |
| ------------------- | --------------------------------------- | ------------ |
| 1.                  | «No Time For Tears»                     | 3:16         |
| 2.                  | «No Time For Tears (HUGEL remix)»       | 3:08         |
| 3.                  | «No Time For Tears (acoustic)»          | 3:25         |
| 4.                  | «No Time For Tears (Mark Knight remix)» | 3:25         |
| 5.                  | «No Time For Tears (VIP remix)»         | 3:06         |
| Общая длительность: | Общая длительность:                     | 19:20        |

| №                   | Название                          | Длительность |
| ------------------- | --------------------------------- | ------------ |
| 1.                  | «No Time For Tears»               | 3:20         |
| 2.                  | «No Time For Tears (acoustic)»    | 3:25         |
| 3.                  | «No Time For Tears (HUGEL remix)» | 3:08         |
| Общая длительность: | Общая длительность:               | 9:53         |

## Чарты
| Чарт (2020—2021)                           | Высшая позиция |
| ------------------------------------------ | -------------- |
| Croatia (HRT)                              | 90             |
| Чехия (Rádio — Top 100)                    | 39             |
| Euro Digital Songs (Billboard)             | 5              |
| Ирландия (IRMA)                            | 15             |
| Latvia (Latvijas Top 40)                   | 23             |
| Macedonia (Radiomonitor)                   | 20             |
| Malta (Radiomonitor)                       | 15             |
| Netherlands (Dutch Top 40 Tipparade)       | 18             |
| New Zealand Hot Singles (RMNZ)             | 35             |
| Великобритания (OCC UK Singles)            | 19             |
| США (Billboard Hot Dance/Electronic Songs) | 22             |